# Абу Бакр аль-Бакиллани
Абу́ Бакр Муха́ммад ибн ат-Таййиб аль-Бакилла́ни (араб. أبو بكر محمد بن الطيب الباقلاني‎; ок. 940, Басра — 5 июня 1013) — первая значительная фигура в истории ашаритской школы калама, представитель второго поколения ашаритских философов. С использованием методов калама создал первую систематическую формулировку ашаритской доктрины и оформил её метафизическую структуру.

## Биография
Аль-Бакиллани родился в Басре, точная дата его рождения не известна, предположительно ок. 940 года. В Басре аль-Бакиллани обучался у двух учеников аль-Ашари. Из Басры около 970 года его пригласили принять участие в теологических дискуссиях при дворе буидского эмира Адуд ад-Даула. Затем он переехал с эмиром в Багдад, откуда был направлен с официальным посольством в Константинополь в 982 году, где пробыл до 983 года, до завершения миссии, случившейся либо в связи со смертью эмира, либо вследствие неуспешности самой миссии. В Константинополе он неоднократно беседовал с византийским императором, который даже разрешил аль-Бакиллани в своём присутствии не снимать ни чалму, ни зелёную мантию, ни туфли.
Практически всю оставшуюся жизнь аль-Бакиллани провёл в Багдаде.

## Сочинения
- I‘jāz al-Qur’ān
- Al-Intiṣār lil-Qur’ān
- Al-Taqrīb wa-al-irshād al-ṣaghīr
- Kitāb tamhīd al-awāʼil wa-talkhīṣ al-dalāʼil
- Al-Inṣāf fīmā yajibu i‘tiqāduhu wa-lā yajūzu al-jahl bihi fī ‘ilm al-kalām
- Manāqib al-A’immah al-arba‘ah

Аль-Бакиллани написал 52 сочинения, из которых до наших дней дошли только шесть. Основные положения теологических взглядов аль-Бакиллани изложены в его «Китаб ат-тамхид» («Введение»), которое по жанру можно отнести к summae theologicae. Все содержание книги можно разбить на три больших раздела:
1. Введение, в котором изложены представления о природе знания и его объектах, о существовании Бога и его именах.
2. Опровержение других религий, включая зороастризм, христианство и иудаизм, а также барахима («брахмин» — некое учение, вероятно, уходящее корнями в индуистскую религию, было известно в основном тем, что не признавало пророков).
3. Опровержение учений некоторых мусульманских школ: муджассимитов, мутазилитов, шиитов[13].